# Emmy Klinker
Emmy Klinker, auch Emmi (* 14. Juni 1891 in Eupen; † 2. Juni 1969 in München), war eine Malerin des Expressionismus. 1919 stellte sie gemeinsam mit Albert Bloch, Kurt Schwitters und anderen in der Berliner Galerie des „Sturm“ aus. Nachdem sie lange Zeit fast vergessen war, zeigte zuerst 2012 das Wuppertaler Von der Heydt-Museum einige ihrer Gemälde in einer Ausstellung über den „Sturm“. 2015 stellte die Frankfurter Schirn in der Ausstellung „Sturm-Frauen“ sie in eine Reihe mit Sonja Delaunay, Gabriele Münter und Marianne von Werefkin.

## Leben
Emmy Klinker wuchs als Tochter eines Notars in Barmen auf und erhielt ihre erste künstlerische Ausbildung als 16-Jährige bei dem Karlsruher Landschaftsmaler Paul von Ravenstein. 1911, mit 20 Jahren, verließ sie Karlsruhe und zog nach Berlin, um dort ihre Ausbildung bei Lovis Corinth und Martin Brandenburg fortzusetzen. 1914 reiste sie zu einem Studienaufenthalt nach Paris, nachdem sie in ihrem Elternhaus zuvor Alexej von Jawlensky kennengelernt hatte. Übergesiedelt nach München, wurde sie ab 1916 Schülerin von Albert Bloch. Mit ihm zusammen stellte sie 1918 im Berliner „Sturm“ aus. Es folgten Ausstellungen mit der Novembergruppe in Berlin und mit der Gruppe Junges Rheinland in Düsseldorf. Emmy Klinker hatte Kontakte zum Künstlerkreis „Die Wupper“ und stellte mehrfach im Barmer Kunstverein aus. Sie war über viele Jahrzehnte mit Gabriele Münter befreundet.
1937 wurde in der Nazi-Aktion „Entartete Kunst“ nachweislich aus der Ruhmeshalle Wuppertal-Barmen drei ihrer Bilder beschlagnahmt. 1938 wurde ihr ein Arbeitsverbot angedroht, das jedoch nicht ausgesprochen wurde. 1944/45 war sie für fünf Monate im KZ Dachau, weil sie jüdische Freunde in ihrer Wohnung versteckt hatte.
1956 wurde sie mit dem Kunstpreis der Stadt München geehrt.
Emmy Klinker starb 1969 in München an den Folgen eines Autounfalls auf dem Weg zu ihrer Ausstellung im „Pavillon Alter Botanischer Garten“ in München.

## Werk
Das Spektrum des malerischen Werks von Emmy Klinker reicht von Porträts über Interieurszenen und Figurenbildern bis hin zu Landschaftsdarstellungen. In ihrem Alterswerk setzte sich die Malerin mit den Themen Krieg und Unterdrückung auseinander und rückte das damit verbundene menschliche Leid in den Mittelpunkt vieler Arbeiten.

## 1937 als "entartet" aus der Ruhmeshalle Wuppertal-Barmen beschlagnahmte Werk
- Wanderer (Öl auf Leinwand, 35 × 40 cm, 1920; zerstört)
- Selbstbildnis (82 × 48 cm, 1914; zerstört)
- Das weiße Pferd (69 × 77 cm; von 1938 bis 1941 in acht Städten in der Wanderausstellung „Entartete Kunst“ vorgeführt. Verbleib ungeklärt)

## Ausstellungen (Auswahl)
- 1918 Barmer Kunstverein
- 1919 Galerie Sturm, Berlin (zusammen mit Albert Bloch und Kurt Schwitters)
- 1923 Barmer Kunstverein
- 1955 Städtische Galerie München, Ausstellung Münchner Künstlerinnen (zusammen mit: Ida Diem-Tilp, Marianne Hertwig, D. Kirchner-Moldenhauer u. a.)
- 1969 Pavillon Alter Botanischer Garten, München
- 1999 Galerie Münter im Weigerthof, Kallmünz
- 2012 Von-der-Heydt-Museum, Wuppertal: Sturm – Zentrum der Avantgarde
- 2015 Schirn Kunsthalle, Frankfurt: Sturm-Frauen